# Wladimir Wassiljewitsch Smirnow
Wladimir Wassiljewitsch Smirnow (russisch Владимир Васильевич Смирнов; wissenschaftliche Transliteration Vladimir Vasil'evič Smirnov, * 4. Julijul. / 16. Juli 1849greg.; † vermutlich 18. Oktober 1918 in Pjatigorsk) war ein russischer General der Infanterie der Kaiserlich Russischen Armee im Ersten Weltkrieg.

## Leben
Smirnow trat nach einer Erziehung im Polozker Kadettenkorps 1865 in das Heer ein und schloss 1867 eine Ausbildung an der Pawlowsker Kriegsschule ab. Er kam anschließend als Podporutschik zum Polozker 28. Schützenregiment. Später wechselte er ins Moskauer Leibgarderegiment und wurde 1872 zum Stabskapitän befördert. 1874 schloss er eine Generalstabsausbildung an der Nikolaus-Akademie in Sankt Petersburg ab und kam im Frühjahr 1875 als höherer Adjutant in den Stab der 36. Schützendivision im Militärbezirk Charkow. Noch vor Jahresende wurde er Gehilfe des höheren Adjutanten des Militärbezirks. Im folgenden Jahr wurde er höherer Adjutant im Stab des von Alexander Barclay de Tolly-Weymarn befehligten 7. Armeekorps und nahm 1877 am Russisch-Osmanischen Krieg teil.
Von Ende 1877 bis 1884 war Smirnow als Stabsoffizier für besondere Aufgaben dem Stab des Odessaer Militärbezirks zugeteilt und wurde in dieser Zeit bis zum Oberst befördert. Anschließend ernannte man ihn zum Stabschef der in Schitomir stationierten 5. Schützendivision. Nach sieben Jahren in dieser Stellung erhielt er 1891 den Befehl über das Tiraspoler 131. Schützenregiment, bei dem er bis 1894 diente. Zum Generalmajor befördert, wechselte er anschließend als Stabschef zum 9. Armeekorps im Kiewer Militärbezirk. 1901 wurde er zum Generalleutnant befördert und übernahm als Kommandeur die 18. Schützendivision mit Hauptquartier in Lublin, Russisch-Polen. Nach fünf Jahren in dieser Stellung wurde Smirnow 1906 Kommandierender General des 2. Sibirischen Armeekorps. 1908 erfolgte die Beförderung zum General der Infanterie. Im selben Jahr wechselte Smirnow an die Spitze des 20. Armeekorps in Riga.
Nach dem Ausbruch des Weltkriegs 1914 wurde sein Korps als Teil der 1. Armee mobilgemacht und nahm an der Invasion Ostpreußens teil. Gegen Jahresende erhielt er den Befehl über die 2. Armee, nachdem sein Vorgänger Scheideman nach dem Verlust von Łódź abgesetzt worden war. Diese Armee führte er mit Unterbrechungen, so während der Schlacht am Naratsch-See im März 1916, bis zum Frühjahr 1917. Er ersetzte anschließend für kurze Zeit den nach der Februarrevolution abgesetzten Alexei Ewert als Oberbefehlshaber der Westfront. Im April wurde er zur Verfügung des Kriegsministers gestellt und von diesem zum Mitglied im Kriegsrat ernannt.
Nach der Oktoberrevolution floh Smirnow in den Nordkaukasus, wo er im September 1918 von den Roten als Geisel genommen wurde. Nach der Rebellion des Kosaken Iwan Sorokin gegen die Roten, der mehrere Mitglieder des regionalen Rätezentralkomitees hatte erschießen lassen, rächten sich die Roten mit der Ermordung Dutzender Geiseln in Pjatigorsk. Unter diesen befand sich neben den Generälen Nikolai Russki und Radko Dimitriew vermutlich auch Smirnow.